# Renacer Socialcristiano
Renacer Socialcristiano es el nombre de una tendencia política partidaria dentro de las filas del Partido Unidad Social Cristiana (PUSC, centroderecha), uno de los partidos tradicionales de Costa Rica que postula a Rodolfo Piza Rocafort como precandidato en la Convención Nacional Socialcristiana de 2013. La tendencia se enfrenta principalmente a Convergencia Calderonista, movimiento rival liderado por el expresiente Rafael Ángel Calderón Fournier y que es representativa de la tradición política costarricense conocida como el calderonismo.
Renacer fue fundado por el abogado y empresario Pedro Muñoz quien buscó aspirar a ser su nominado presidencial. El expresidente del PUSC Roberto Suñol también se postuló como precandidato, sin embargo luego retiró su precandidatura para apoyar al candidato calderonista Rodolfo Hernández, postulado por Convergencia con respaldo de Calderón. Muñoz depuso poco después sus aspiraciones a favor de Rodolfo Piza Rocafort, abogado y exjerarca de la Caja Costarricense de Seguro Social, quien posteriormente recibió el apoyo de otras figuras distanciadas del PUSC como el exdiputado, exministro y excandidato presidencial Ricardo Toledo Carranza y el expresidente Abel Pacheco de la Espriella.

## Historia y antecedentes
El calderonismo es, junto al liberacionismo (o según algunos el figuerismo) una de las dos tradiciones políticas históricas de Costa Rica, al lado del más minoritario comunismo a la tica y otras tendencias ideológicas como el echandismo y los liberales. En 1983 los partidos Unión Popular, Partido Demócrata Cristiano, Renovación Democrática y Partido Republicano Calderonista que juntos conformaban la Coalición Unidad que llevó al poder a Rodrigo Carazo en 1978 se unifican en el Partido Unidad Social Cristiana, que desde entonces y hasta el 2002 conformarían un rígido bipartidismo junto al Partido Liberación Nacional. Así, el PUSC quedó fundado por distintas vertientes pero siendo las dos más visibles el calderonismo y la democracia cristiana.
Diversos procesos de elecciones primarias mostraban ya un enfrentamiento entre Rafael Ángel Calderón Fournier, líder principal del partido, y otros sectores no calderonistas como Miguel Ángel Rodríguez Echeverría (considerado un liberal) quien fue precandidato en 1989 perdiendo en las elecciones internas socialcristianas contra Calderón (Rodríguez luego sería candidato en 1994 perdiendo ante Figueres Olsen del PLN pero ganando en las elecciones de 1998).
Para la Convención Nacional Socialcristiana de 2001 de cara a las elecciones del siguiente año se enfrentaron claramente diferenciados el calderonismo que respaldaba al exministro de Obras Públicas de Calderón, Rodolfo Méndez Mata y que dominaba las estructuras del PUSC contra el "abelismo" que giraba en torno del diputado y figura televisiva, el Dr. Abel Pacheco, resultando vencedor Pacheco quien luego ganaría las elecciones.
Pacheco contaba con el respaldo de quien sería diputado y, al mismo tiempo, su ministro de la presidencia, Ricardo Toledo, quien posteriormente sería candidato presidencial para las elecciones del 2006. Para estas el PUSC estaba golpeado por una serie de escándalos de corrupción que involucraron (y llevaron al arresto) de los expresidente Calderón y Rodríguez y la impopularidad de la administración Pacheco, quedando en cuarto lugar tras los partidos Liberación Nacional, Acción Ciudadana y Movimiento Libertario. Resultado similar cosecharía el partido con Luis Fishman (quien había sido vicepresidente de Pacheco aunque luego se distanció de éste) en las elecciones de 2010. Para estas elecciones Calderón Fournier pretendía ser candidato presidencial pero su condena por peculado lo impidió y se escogió a Fishman en su lugar.
Para las elecciones de 2014 las divisiones entre tendencias son más claras que nunca con dos grupos bien diferenciados; Convergencia Calderonista y Renacer Socialcristiano. Renacer obtuvo el control del Comité Ejecutivo del PUSC siendo, entre otros, Pedro Vargas, presidente del partido, militante de la tendencia. Los entonces precandidatos Pedro Muñoz y Roberto Suñol iniciaron conversaciones con los precandidatos del Partido Acción Ciudadana Luis Guillermo Solís y Juan Carlos Mendoza para una posible coalición, mientras que Otto Guevara del Movimiento Libertario hizo lo mismo con Rafael Ángel Calderón.
Renacer también obtuvo la mayoría de respaldo en las elecciones distritales. Integrantes de Convergencia Calderonista han acusado a Piza de ser cercano al expresidente Miguel Ángel Rodríguez de forma similar a como Hernández lo es al expresidente Calderón e incluso de pertenecer al "ala derecha liberal" del PUSC, misma acusación que con frecuencia se le hizo a Rodríguez mismo. Piza negó las acusaciones de cercanía a Rodríguez y dijo estimar igual a todos los expresidentes socialcristianos